# III bitwa pod Tapae
III bitwa pod Tapae – bitwa rozegrana między wojskami Imperium Rzymskiego kierowanymi przez Trajana a Dakami dowodzonymi przez Decebala w 101 roku naszej ery.

## Geneza
Za panowania Domicjana Dakowie najechali Mezję w 85 roku n.e. W 89 roku cesarz podpisał niekorzystny traktat pokojowy z władcą Daków Decebalem. Trajan obejmując władzę w 98 roku n.e. odrzucił politykę defensywną swoich poprzedników i wkroczył na tory polityki ekspansywnej. Jednym z obiektów zainteresowania tą polityką było państwo Daków, które utworzyło silną organizację państwową na terenach dzisiejszej Rumunii. Przyczyną konfliktu była chęć zabezpieczenia granicy północnej i zlikwidowanie zagrożenia ze strony Królestwa Dacji.

## Bitwa
W 101 roku Rzymianie ruszyli na Dację. Armia została podzielona na dwie kolumny. Po przejściu przez Dunaj dzięki zbudowanemu mostowi pontonowemu Trajana doszło do starcia pod dunajskimi Żelaznymi Wrotami pod Tapae, w tym samym miejscu co w 89 roku n.e. Wojska Trajana pokonały armie Daków i rok później opanowali górskie twierdze w pobliżu Sarmizegetusy, co skłoniło Decebala do zawarcia pokoju.

## Skutki
Wygrana bitwa pod Tapae miała duży wpływ na dalsze działania wojenne. Decebal po serii rzymskich zwycięstw ponownie poprosił o pokój. Zgodnie z jego postanowieniami Decebal otrzymał gwarancję wsparcia go przez Rzymian przy walce z migrującymi ludami północy. Zmuszony był jednak zrzec się części terytoriów oraz płacić trybut. Król Daków nie pogodził się jednak z tymi ostatnimi warunkami pokoju i niebawem jego wojska wtargnęły do Mezji. W 105 roku nastąpiła kolejna kampania rzymska przeciwko Dakom, w wyniku której w 106 roku skapitulowała Sarmizegetusa, zaś sam Decebal popełnił samobójstwo. Dacja stała się prowincją Rzymską.